# Велимир Вељковић
Велимир Вељковић (Лужнице, 1881 — Београд, 1. јун 1936) био је артиљеријски бригадни генерал и ађутант краља.

## Биографија
Рођен је угледној породици Вељковић у Лужницама код Крагујевца. Основну школу је завршио у родном месту, а шест разреда гимназије у Крагујевцу. Потом је завршио нижу школу Војне академије, као питомац 33. класе (1900—1903) и 129. у рангу.
Произведен је за пешадијског потпоручника 1903. године и постављен је за водног официра XIX и XI шумадијског артиљеријском пука у Крагујевцу. На сопствену молбу је 1907. прешао из пешадије у артиљерију, у IV артијљеријски пук „Танаско Рајић”. Године 1909. је произведен за артиљеријског поручника. Године је 1911. је постављен за командира вода и наставника Ђачке батерије, која је расформирана 1912, па се вратио у IV артиљеријски пук.
Учествовао је у Балканским ратовима 1912. као водник, а 1913. као командир 6. пољске батерије у IV артиљеријском пуку. Године 1913. порозведен је у капетана II класе и награђен је Медаљом за храброст, а године 1914. је произведен у капетана I класе.
На месту командира пољске батерије се налазио и на почетку Првом светском рату.
Током Првог светског рата посебно се испољио у борбама за одбрану Србије током 1915. године. Те године је напређен у мајора, и одликован је Орденом белог орла. На Солунском фронту 1916. године је био командир брдске батерије IV артиљеријског пука. Његова батерија је у Пробоју Солунског фронта подржавала XI пешадијски пук. Тада је одликован највишим ратним одликовањем Карађорђевом звездом са мачевима.
Године 1920. је унапређен у потпуковника. Након рата је постављен за команданта дивизиона у Дринском, а потом IV артиљеријског пука (1919). Две године касније је постао помоћник команданта подофицирске школе, 1924. комантант XXVIII артиљеријског пука, а 1927. комантант Шумадијског артиљеријског пука у Крагујевцу.
Децембра 1930. је унапређен у чин бригадног генерала, поново одликован Орденом белог орла и постављен је за ађутанта краља Александра. Ту дужност је обављао до неколико месеци пред Марсељски атентат. Након тога је обављао функцију начелника артиљерије Шумадијске дивизионе области све до смрти.
Преминуо је у Београду, а сахрањен је у Крагујевцу.

## Одликовања
Одликован је:
- Карађорђевом звездом са мачевима IV реда
- Орденом Белог орла са мачевима III и IV реда
- Орденом Светог Саве
- Златном медаљом за храброст
- француским Ратним крстом са палмом
- бугарским Орденом за војничке заслуге